# 渡辺政太郎

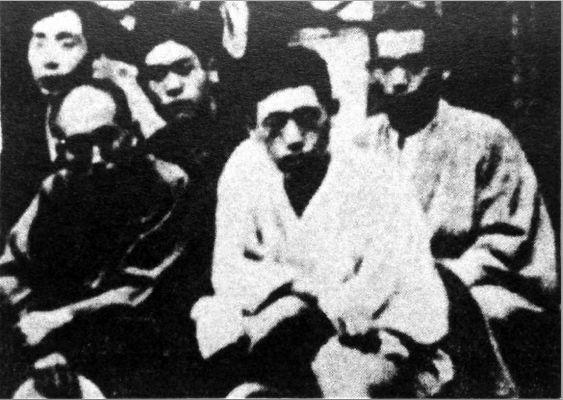
後列左から深尾韶、荒畑寒村、渡辺政太郎、ケア・ハーディ歓迎会にて。

渡辺政太郎（わたなべまさたろう、1873年7月17日 - 1918年5月17日）は明治・大正期の初期社会主義運動を支えたアナキズム系自由人、キリスト教徒、社会運動家。号は北風。堺利彦、幸徳秋水と同世代、後輩格の大杉栄、荒畑寒村らとも苦楽をともにした。

## 生涯
山梨県中巨摩郡松島村（敷島町）に、父渡辺庄三、母よねの長男として生まれる。生家は半農半商、幼少の頃に家運が傾き、すこぶる貧しかった。そこで、父のすすめで小学校を卒えた15歳の時に横須賀の西洋洗濯屋に住み込みの丁稚奉公に行った。この洗濯屋に足かけ3年いた17歳の時に父の健康が悪化したために呼び戻された。技術は身につけていたが、甲府の田舎ではクリーニングの注文があろうはずもないので、隣村にできた甲府紡績会社の職工になり2年働いた。この工場労働で吸い込んだ綿の粉が、後年の持病と死因となる肺病の原因となった。
紡績工場を辞めて床屋の徒弟になっているうちに父を亡くし、20歳のころに横須賀に出て理髪店を開いたが失敗。多くの仕事を経験したことがのちに社会運動に入るきっかけとなった。また、生きる道を求めて煩悶しキリスト教の洗礼を受けた。1897年に岐阜の濃尾育児院に雇われ、まもなく芝三田の出張所詰めになって上京し、これをきっかけとして児童養護事業（濃飛育児院、東京孤児院、富士育児院）の運営にかかわることになった。

### 社会運動
1899年、神田青年会館での活版工同志会主催の労働問題演説会に参加し、そこでの片山潜の演説に感激して実践運動を始めた。また、1901年に結成された社会民主党が結成と同時に解散を命ぜられてからは、日露戦争(1904～1905年)前後から平民床と名づけた一銭移動床屋をしながら、片山潜、安部磯雄、西川光二郎らの社会主義協会にあって、静岡や山梨で社会主義の伝道に努めた。1907年、日本社会党の機関紙・日刊『平民新聞』の廃刊後は、議会政策派の『社会新聞』『東京社会新聞』に関わり、キリスト教社会主義派に属していた。
片山潜、次いで赤羽一（巌穴）、さらには足尾鉱毒事件に身命を捧げる田中正造らの運動にも協力。1914年に第一次世界大戦が始まると、臼倉甲子造、臼倉静造兄弟らの『微光』、久板卯之助、望月桂らの『労働青年』、大杉栄らの『近代思想』『労働新聞』などの発行に協力。併せて、夫婦で間借りしていた白山坂上の南天堂書店二階の部屋を提供して自ら「研究会」を主宰し、和田久太郎、望月桂、水沼辰夫、中村環一、北原竜雄、高田公三らのアナキストや戦闘的な青年活動家を育てた。このメンバーはのちのアナキズム運動に大きな役割を果した。地道な活動と人柄によってアナキズム運動の慈父と慕われた。
また、この雛餅形と形容される変則的な形をした部屋には、添田啞蟬坊などもやって来ていたことが、『唖蝉坊新流行歌集』に寄せた渡辺の序文によって知る事が出来る。
赤貧洗うがごとき極度の貧窮と闘いつつ、徹頭徹尾、その死に至るまで、主義の宣伝、同志の世話・育成に尽力した。1918年5月17日、乾酪性肺炎にて死去、44歳。死後も、彼の人柄を慕う青年たちはその研究会を「北風会」と改めて継続、運動に貢献した。

## 人物
近藤憲二は、「渡辺政太郎の名を知るものは、いまでは少ないであろう。彼は日本における社会主義運動の先輩であるが、彼が運動に携わったのは明治33（1899）年ごろからであり、運動の勃興期ともいうべき大正7（1918）年には早くも故人になったからである。また、どの社会主義運動史をひもといても、彼の名を見出すことは稀である。それは、ひとつには文筆のことに携わらなかったからでもあろうが、運動の表面に名を出すことを好まず、かくれた伝道者たることに満足していたからである。大正8、9年の社会運動、労働運動の勃興は、時代の力によることもちろんであるが、一面、多年隠忍し、種まき培ってきた社会主義者によるところも少なくなかったであろう。なかんずく渡辺さんの功績は大きかった。新しい民衆の歴史は、こういう隠れた平凡人によって描かれていくのである。彼が種まく人として刻苦艱難し、ようやく萌芽を見ようとするとき倒れたのは、まことに惜しむべきことであった」としている。
荒畑寒村は、「それから、これは病死したのですが、無事に長く生きていれば、やはり渡辺政太郎はずばぬけた運動家になったろうという気がしますね。竪忍不抜といいますか、貧乏しながら人を集める才がある。また人もみな集まっていく。そういう点で、ちょっと違っていたですね。ただ、時代も時代でしたし、いわゆる「冬の時代」で、集まってくる人は、いわゆる札付きの連中ばかりだった。渡辺君など今日まで生きていたらば、大衆運動の中へとけ込んでいって、その中で頭角をあらわす人物になった人だろうと思いますね」と述べている。

### テレビドラマ
- 『風よあらしよ』、2022年、NHK-BSドラマ 渡辺政太郎 役：石橋蓮司